# Технопарк новосибирского Академгородка
Технопарк новосибирского Академгородка (Академпарк) — технопарк, построенный в Новосибирском Академгородке. Основная официально заявленная цель проекта — обеспечение ускоренного развития высокотехнологичных отраслей экономики и превращение их в одну из основных движущих сил экономического роста региона. Локальная цель — создание не менее 20 успешных инновационных бизнесов «с нуля» в год.
Новосибирск, ул. Николаева, 12

## Первоначальный проект
В августе 2006 года руководством Новосибирской области принято решение о строительстве в Академгородке технопарка стоимостью 17 млрд рублей. Предполагалось, что технопарк будет построен в рамках государственной программы «Создание в Российской Федерации технопарков в сфере высоких технологий» и будет специализироваться по четырём основным направлениям: информационные технологии, медико-биологические технологии, силовая электроника и приборостроение. Планировалось, что территория технопарка составит 100 гектаров, а также что общая площадь научно-производственных помещений составит около 150 тыс. м². Помимо них предполагалось построить множество вспомогательных площадей, офисные и торговые центры, жилые комплексы. Строительство технопарка должно было начаться в сентябре 2007 года, и первую очередь планировалось завершить в течение ближайших двух лет. Согласно заявлению тогдашнего председателя СО РАН Николая Добрецова, строительство началось 29 ноября 2007 года.

## Полемика вокруг технопарка
Практически сразу же после того, как о проекте строительства технопарка стало широко известно, среди общественности Академгородка началось противостояние между сторонниками и противниками технопарка. На интернет-форуме Академгородка вспыхивали полемики, нередко в агрессивном тоне.

### Аргументы в пользу проекта
- Технопарк привлечёт инвестиции в науку.
- Технопарк поможет институтам Академгородка внедрить свои разработки в промышленность (и заработать деньги).
- В рамках проекта будет построено жильё, необходимое сотрудникам.
- За счет выделенных средств можно будет обновить старые инженерные коммуникации Академгородка.

### Критика проекта
- Технопарк вызовет отток специалистов из академических институтов в коммерческие компании технопарка, так как там зарплаты будут больше.
- Технопарк приведет к росту плотности населения, что нежелательно для местного населения.
- Жилье, построенное в рамках проекта, будет дорогим и недоступным молодым специалистам.
- Вырубка леса под строительство нанесет вред природе Академгородка[6].

### Борьба против вырубки лесов

Демонстрация 7 ноября 2006 г., в которой приняли участие защитники лесов.

Тогда же в 2006 году инициативная группа граждан «Защитим город-лес Академгородок» под руководством сотрудника ИЦиГ СО РАН д.б.н. Натальи Шаминой выступила с резкой критикой проекта с экологической точки зрения. Проект предполагал вырубку леса на части территории Академгородка и непосредственно прилегающих к нему землях, в то время, как эти лесные насаждения имеют важное рекреационное значение. Участники инициативной группы отмечали также, что уникальность и привлекательность Академгородка во многом обусловлены именно близким соседством с природой. Особенно серьёзные возражения вызывал проект строительства коттеджного поселка на территории Центрального сибирского ботанического сада, посёлок должен был занять 51 гектар из примерно 1000 гектар территории ЦСБС, причём это должен был быть участок, близкий к существующему Академгородку, и, соответственно, наиболее важный в рекреационном плане.
Следует заметить, что инициативная группа «Защитим город-лес Академгородок» подчёркивала, что не выступает принципиально против проекта технопарка, а лишь настаивает на изменениях в проекте, которые свели бы к минимуму экологический вред от строительства.
Сотрудник ИЦиГ СО РАН (с 2008 года — ИХБФМ СО РАН, с 2011 года — директор ИМКБ СО РАН) генетик академик И. Ф. Жимулев предлагал перенести строительство на ряд пустующих площадей в самом Академгородке и за его пределами (например, около дороги на деревню Ключи).
Инициативная группа проводила мероприятия по сбору подписей против предлагавшегося проекта. Так, с 14 по 18 сентября 2006 года проходил пикет в защиту Академгородка около Дома культуры «Академия». Пикет собрал около 5000 подписей.
В июне 2007 года были проведены публичные слушания, на которых была утверждена схема перезонирования городских лесов Академгородка.

## Текущее состояние проекта

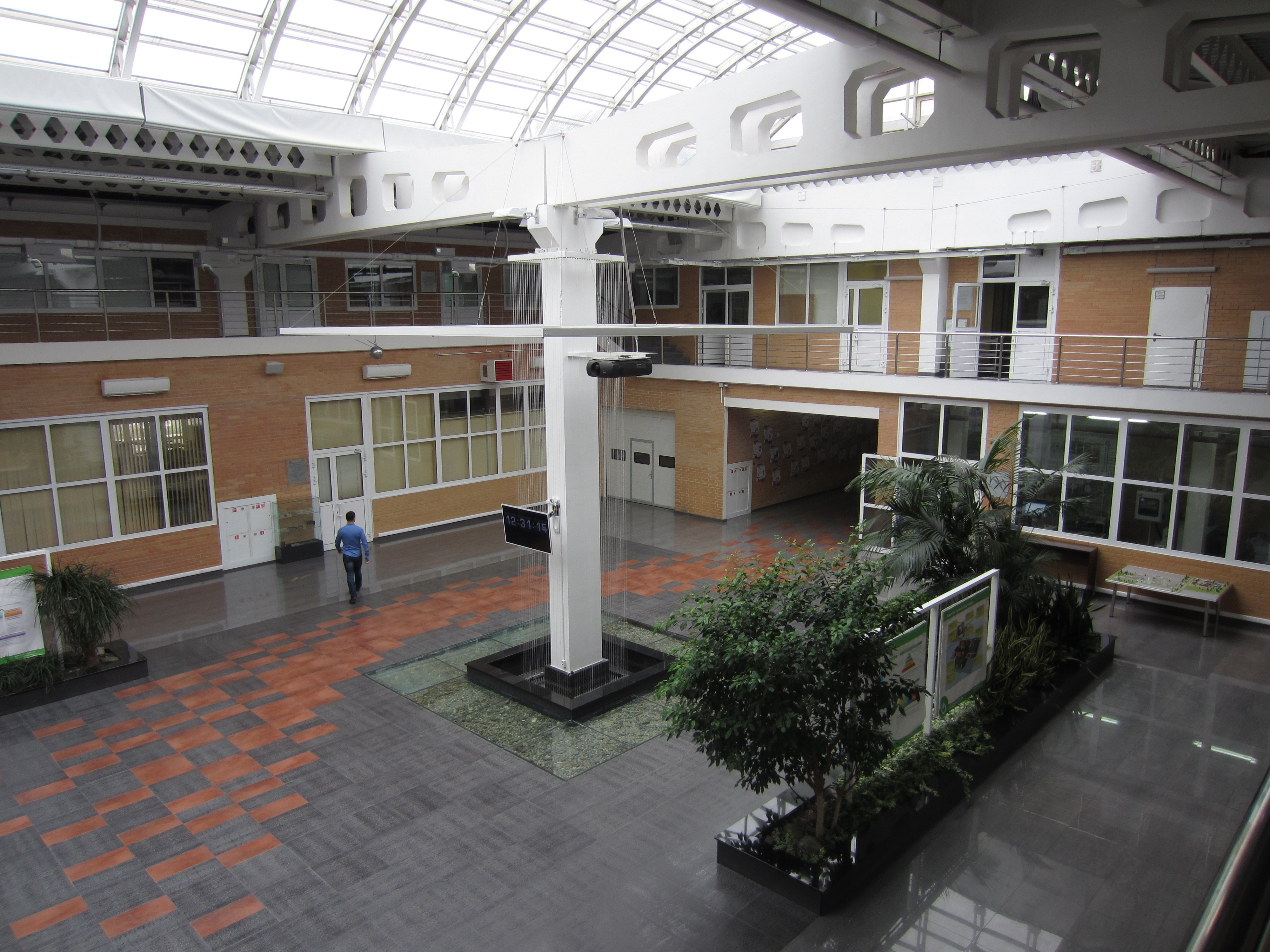

В октябре 2008 г. генеральный инвестор проекта ООО «РосЕвроДевелопмент» вышел из проекта. После этого проект неоднократно корректировался.
В настоящее время Академпарк ведет работу по 4 направлениям (кластерам): информационные технологии, приборостроение, нанотехнологии и новые материалы, биотехнологии и биомедицина. Для каждого кластера создана технологическая инфраструктура, построены лабораторно-производственные и офисные здания, действуют бизнес-инкубаторы. Последние оказывают поддержку начинающим компаниям в сфере высоких технологий, такую как предоставление недорогих рабочих мест, возможность использования специализированного оборудования и лабораторий, участие в различных льготных программах. Например, одна из возможностей резидентов приборостроительного бизнес-инкубатора — изготовление прототипа на льготных условиях.
Общая площадь построенных объектов на конец 2013 года — более 79 тысяч м2. Первым зданием в составе новосибирского технопарка стал Центр технологического обеспечения, введенный в эксплуатацию в июле 2010 года. Также на территории Академпарка и в его составе работают Центр наноструктурированных материалов, Центр информационных технологий и Центр коллективного пользования («башни», ставшие одним из символов новосибирского Академгородка), Медико-биологический инжиниринговый центр. Кроме того, целый комплекс лабораторно-производственных зданий на территории Технопарка по ул. Инженерной построен за счет средств его резидентов и для их нужд.
Строительство Академпарка закончено. Последним объектом, введенным в эксплуатацию в августе 2013 года, стал Центр коллективного пользования (вторая «башня»). В планах — строительство Центра исследования и разработок, спортивно-оздоровительного комплекса и других объектов.

### Резиденты
На 2020 год заявлено 295 компаний-резидентов с 9244 сотрудниками.
- OCSiAl — крупнейший в мире производитель однослойных углеродных нанотрубок по собственным технологиям и индустриальных модификаторов на их основе.
- Alawar — разработка, дистрибуция и издание видеоигр для персональных компьютеров, мобильных платформ, игровых приставок и других устройств.
- Exyte — компания основалась в 2014 году и развивает два направления. Первое — разработка своего VR-продукт в сфере видеоигр. Второе — разработка продуктов на заказ для международных клиентов: для персональных компьютеров, мобильных платформ.

## Коттеджный поселок «Горки Академпарка»
Реализация проекта «Горки Академпарка» началась в 2013 году. Всего предполагалось построить 273 домов, 200 из которых предназначались сотрудникам компаний-резидентов технопарка, членам ассоциации «СибАкадемСофт» — по себестоимости; остальные могли быть проданы другим желающим на рыночных условиях, что должно было обеспечить покрытие расходов Технопарка. Для реализации проекта в 2013 году у ОАО «Агентство развития жилищного строительства Новосибирской области» за 83,5 миллиона рублей были приобретены права аренды на земельный участок площадью 44 гектара, из которых 3,5 гектара было запланировано под создание объектов технопарка. В 2013—2015 годах были выполнены проектные работы, оформлено разрешение на строительство, по всей территории поселка проложены внутренние инженерные коммуникации, частично построена улично-дорожная сеть. Общий объем затрат на реализованных инфраструктурных объектах составил около 280 миллионов рублей. Финансирование строительства осуществлялось за счет дольщиков, а также на деньги, получаемые по кредитной линии в банке КБ «Акцепт» под залог здания Центра технологического обеспечения Технопарка. В 2014 году проект был скорректирован: помимо индивидуальных домов в поселке были запроектированы более доступные по цене квартиры в трехэтажных домах. До начала 2017 года для строительства поселка был привлечен 161 участник долевого строительства — как на индивидуальную застройку, так и многоквартирные дома. В проект свои средства вложили сотрудники инновационных компаний и институтов СО РАН, а также сторонние покупатели, преимущественно жители Академгородка. По схеме долевого участия привлечено 972 миллиона рублей. Многие инвесторы так и не получили жилье. По данным Сибкрай.ru, они уже неоднократно обращались к руководству Технопарка, хотя внятных ответов не получили. Дольщики отмечают, что Владимир Никонов их заверял, что разрабатывает новый бизнес-план по завершению проекта, причем Технопарк должен выйти из ситуации даже с прибылью, но для этого нужно вложить еще миллиард.
В 2017 году для коттеджного поселка «Горки Академпарка» был открыт детский сад. Начальную школу планируется открыть позднее, так как сейчас документов, регламентирующих её эксплуатацию,  нет. Предварительное решение — на специальные предметы будут наниматься отдельные учителя. Основные предметы могут вести воспитатели.